# Rhicnogryllus seyrigi
Rhicnogryllus seyrigi är en insektsart som beskrevs av Lucien Chopard 1958. Rhicnogryllus seyrigi ingår i släktet Rhicnogryllus och familjen syrsor. Inga underarter finns listade i Catalogue of Life.